# 4410 Kamuimintara
4410 Kamuimintara eller 1989 YA är en asteroid i huvudbältet som upptäcktes den 17 december 1989 av de båda japanska astronomerna Seiji Ueda och Hiroshi Kaneda i Kushiro. Den är uppkallad efter en av topparna i bergskedjan Taisetsuzan.
Asteroiden har en diameter på ungefär 14 kilometer och den tillhör asteroidgruppen Eos.